# Luke Chong
Luke Chong (* 3. April 1987) ist ein australischer Badmintonspieler. 

## Karriere
Luke Chong gewann 2010 bei den Nouméa International die Herrendoppelkonkurrenz gemeinsam mit Oon Hoe Keat. Bei den Mauritius International 2010, den Altona International 2010 und den Fiji International 2011 wurde er Dritter. 2011 siegte er bei den Zimbabwe International und wurde Zweiter bei den Namibia International. Bei der Badminton-Ozeanienmeisterschaft 2012 wurde er sowohl Dritter im Mixed als auch Dritter im Einzel. 